# Winthrop Graham
Winthrop Graham (Saint Elizabeth, Cornwall, 17 de novembro de 1965) é um antigo atleta jamaicano, especialista em corridas de 400 metros com barreiras. Foi medalhado olímpico e é ainda o recordista do seu país.
O seu melhor tempo, de 47.60 s, foi conseguido no dia 4 de agosto de 1993, no Weltklasse de Zurique, numa prova onde Graham derrotou os campeões Samuel Matete e Kevin Young. 